# Walter E. Carter Jr.

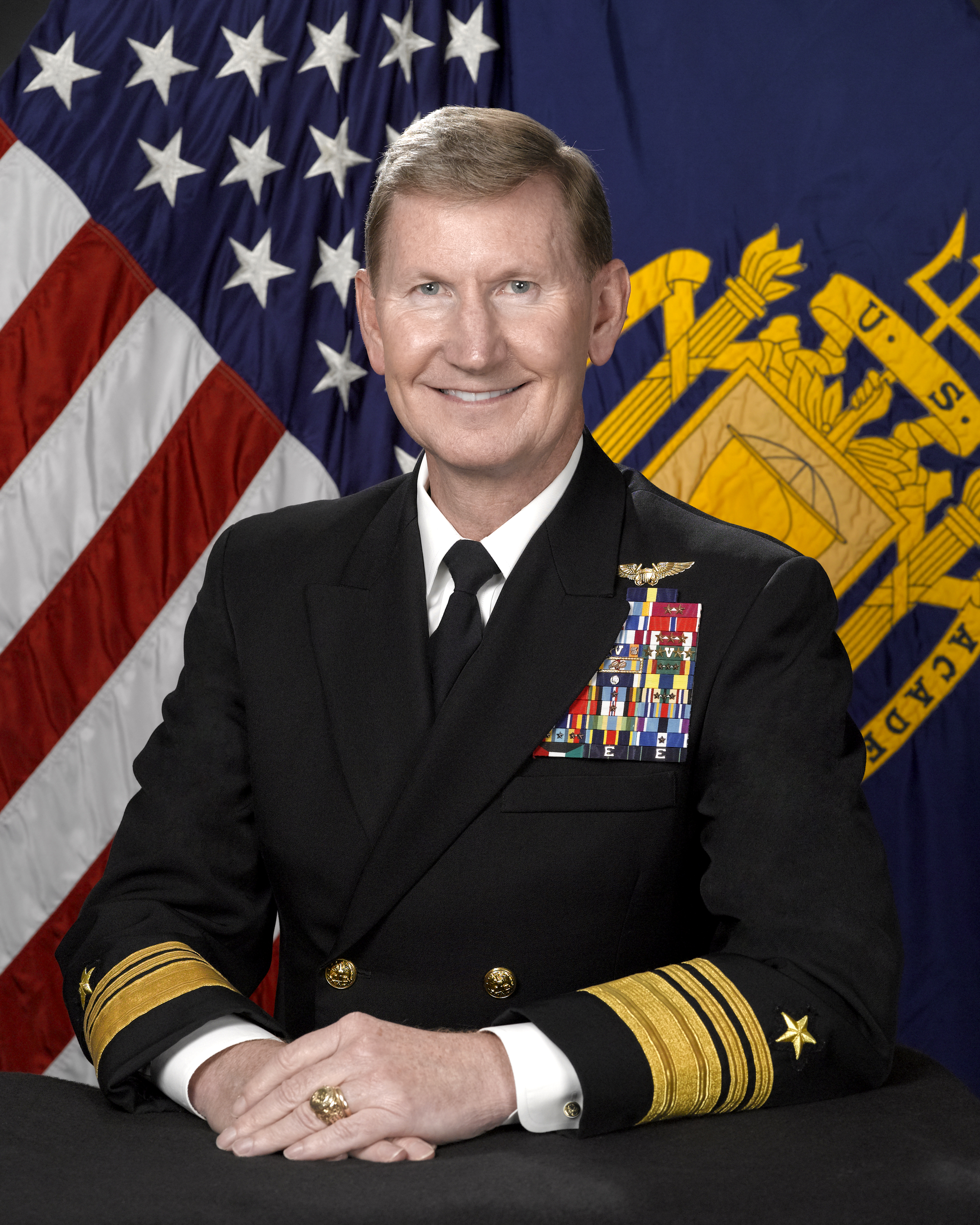
Walter E. Carter Jr (2015)

Walter Edward (Ted) Carter Jr. (* 4. November 1959 in Burrillville, Providence County, Rhode Island) ist ein pensionierter Vizeadmiral der United States Navy. Er war unter anderem Leiter (Superintendent) der United States Naval Academy (USNA). Später leitete er das Universitätssystem University of Nebraska. Seit 2024 ist er Leiter der Ohio State University.

## Leben
Walter E. Carter Jr. absolvierte im Jahr 1981 die United States Naval Academy in Annapolis in Maryland. In der amerikanischen Marine durchlief er anschließend alle Offiziersränge bis zum Vizeadmiral.
Im Lauf seiner militärischen Karriere absolvierte er verschiedene Kurse und Schulungen. Dazu gehörten unter anderem eine Ausbildung zum Marineflieger; die Navy Fighter Weapons School; das Air Command and Staff College der United States Air Force; das Armed Forces Staff College in Norfolk in Virginia und das Navy nuclear Power Program.
Carter begann seine Marinelaufbahn als Marinepilot. Er war auf neunzehn Flugzeugträgern stationiert, darunter alle zehn Träger der Nimitz-Klasse. Er war an mehreren Militäreinsätzen beteiligt. Dazu gehörten unter anderem der Zweite Golfkrieg, die Operation Allied Force auf dem Balkan, die Operation Southern Watch im Irak, der Irakkrieg und die Operation Enduring Freedom sowie der Krieg in Afghanistan.
Walter Carter kommandierte im Verlauf seiner Militärzeit verschiedene Einheiten und Schiffe. Außerdem diente er als Stabsoffizier in einigen Landhauptquartieren der Marine, aber auch auf Schiffen. Dabei kommandierte er unter anderem die 14. Marinekampfstaffel (Strike Fighter Squadron 14 ,VFA-14). In der Folge war er Erster Offizier auf dem Flugzeugträger USS Harry S. Truman. Anschließend erhielt der das Kommando über das Nachschubschiff USS Camden (AOE-2) und danach über den Flugzeugträger USS Carl Vinson. Zwischen Oktober 2011 und April 2013 kommandierte er die 12. Flugzeugträgergruppe (Carrier Strike Group 12). Deren Flaggschiff war die USS Enterprise die wenig später außer Dienst gestellt wurde. Im Rahmen der Operation Enduring Freedom und der Bekämpfung der Piraterie vor der Küste Somalias verließen die USS Enterprise und ihre Kampfgruppe, bestehend aus dem Lenkwaffenkreuzer USS Leyte Gulf und den Zerstörern USS Barry, USS Bulkeley und USS Mason ihren Heimathafen Norfolk (Virginia) und setzten Kurs auf das Mittelmeer und den Persischen Golf. Diese Mission war seine letzte Aufgabe als Offizier auf Hoher See.
Es folgten Aufgaben als Leiter von militärischen Bildungseinrichtungen. Im Juli 2013 übernahm er die Leitung des Naval War Colleges in Newport in Rhode Island. Diese Aufgabe bekleidete er bis zum Juli 2014. Am 23. Juli 2014 übernahm er als Nachfolger von Michael H. Miller als Superintendent die Leitung der Marineakademie in Annapolis. Dieses Amt bekleidete er bis zum 26. Juli 2019, als Sean Buck seine Nachfolge antrat. Anschließend schied er aus dem aktiven Militärdienst aus.
Während seiner Zeit als Marineflieger absolvierte er über 6100 Flugstunden auf verschiedenen Flugzeugtypen. Darunter waren 125 Kampfeinsätze über Bosnien, dem Kosovo, Kuwait, dem Irak und Afghanistan.
Nach dem Ende seiner militärischen Laufbahn blieb Walter Carter dem Bildungswesen verbunden und übernahm am 1. Januar 2020 die Leitung des Verbundes der University of Nebraska. Diese Aufgabe nahm er bis zum 31. Dezember 2023 wahr. Seit dem 1. Januar 2024 leitet er die Ohio State University.

## Orden und Auszeichnungen
Walter Carter erhielt im Lauf seiner militärischen Laufbahn unter anderem folgende Auszeichnungen:
- Navy Distinguished Service Medal
- Defense Superior Service Medal
- Legion of Merit
- Distinguished Flying Cross
- Bronze Star Medal
- Defense Meritorious Service Medal
- Meritorious Service Medal
- Air Medal
- Navy Commendation Medal
- Joint Service Achievement Medal
- Joint Meritorious Unit Award
- Navy Unit Commendation
- Navy Meritorious Unit Commendation
- Navy Expeditionary Medal
- National Defense Service Medal
- Armed Forces Expeditionary Medal
- Southwest Asia Service Medal
- Kosovo Campaign Medal
- Afghanistan Campaign Medal
- Global War on Terrorism Expeditionary Medal
- Global War on Terrorism Service Medal
- Armed Forces Service Medal
- Humanitarian Service Medal
- Kuwait Liberation Medal (Kuwait)